# هاسکو
هاسکو (انگلیسی: Haseko) شرکت ساخت‌وساز ژاپنی است، که در سال ۱۹۳۷ تأسیس شد.